# Nate Fox
Nate Fox (* 14. Juli 1977 in Plainfield, Illinois; † 22. Dezember 2014 in Bloomingdale, Illinois) war ein US-amerikanischer Basketballspieler, der professionell in verschiedenen Ländern Europas gespielt hat, darunter fünf Spielzeiten in der deutschen Basketball-Bundesliga.

## Karriere
Fox studierte zunächst am Boston College und absolvierte einzelne Spiele für die Eagles in der NCAA. Er wechselte dann an die University of Maine und nach einer regulariengemäßen Pause von einem Jahr war er noch zwei Jahre ein Leistungsträger bei den Black Bears mit knapp 30 Minuten Spielzeit und 18 Punkten pro Spiel. Im Anschluss begann er seine Profikarriere bei Klubs in Portugal.
Seine erste Saison in Deutschland für Leverkusen war 2002/03, in der Fox durchschnittlich 12,9 Punkte und 7,2 Rebounds erzielen konnte. In der Saison 2003/04 bestritt er acht Spiele in Israel für Hapoel Haifa/Ramat-Hasharon und 16 Spiele in Belgien für Basket Groot Leuven, dort lernte er auch seinen späteren Teamkollegen in Leverkusen Brant Bailey kennen. Nach einem Kurzaufenthalt in den Niederlanden bei den MCP Capitals Groningen kehrte Nate Fox in der Saison 2004/05 zu den Bayer Giants zurück.
Seine statistisch beste Saison in Leverkusen war 2005/06, als er im Schnitt 15,2 Punkte und 9,5 Rebounds machte. Sein Bundesligaspiel mit der höchsten Punktausbeute spielte er am 16. April 2006, als er beim 98:91-Sieg gegen BS|ENERGY Braunschweig 36 Punkte erzielen konnte. Er nahm 2008 beim BBL All-Star Game teil. Wenige Wochen später wurde er jedoch am 2. März 2008 nach einem Liga-Spiel gegen die Deutsche Bank Skyliners positiv auf THC getestet. Fox verzichtete auf die Öffnung der B-Probe. Nach dem Bekanntwerden der positiven Probe wurde Nate Fox von den Bayer Giants suspendiert. In der folgenden Saison gewann er mit dem estnischen Verein BC Kalev das Double aus Meisterschaft und Pokal.
Nach der Verpflichtung durch die New Yorker Phantoms Braunschweig Ende August 2009 für die Saison 2009/10 kehrte er bereits gut ein Jahr nach seinem letzten Spiel in die deutsche Basketball-Bundesliga zurück. Am Ende der Spielzeit wurde Fox ohne Veröffentlichung der Gründe von den Phantoms Anfang Mai suspendiert.
Im Februar 2011 unterzeichnete er einen Vertrag beim französischen Verein Saint Thomas Basket aus Le Havre, für den er den Rest der Saison 2010/11 in der LNB Pro A spielte. In der anschließenden Saison wechselte er zum belgischen Vizemeister Okapi aus Aalst, mit dem er 2012 mit dem Gewinn des belgischen Pokalwettbewerbs deren ersten nationalen Titelgewinn feierte.
Am 22. Dezember 2014 wurde Fox in der Einfahrt zu seinem Haus in Bloomingdale angeschossen und erlag wenig später seinen Verletzungen in einem Krankenhaus.